# DIMM

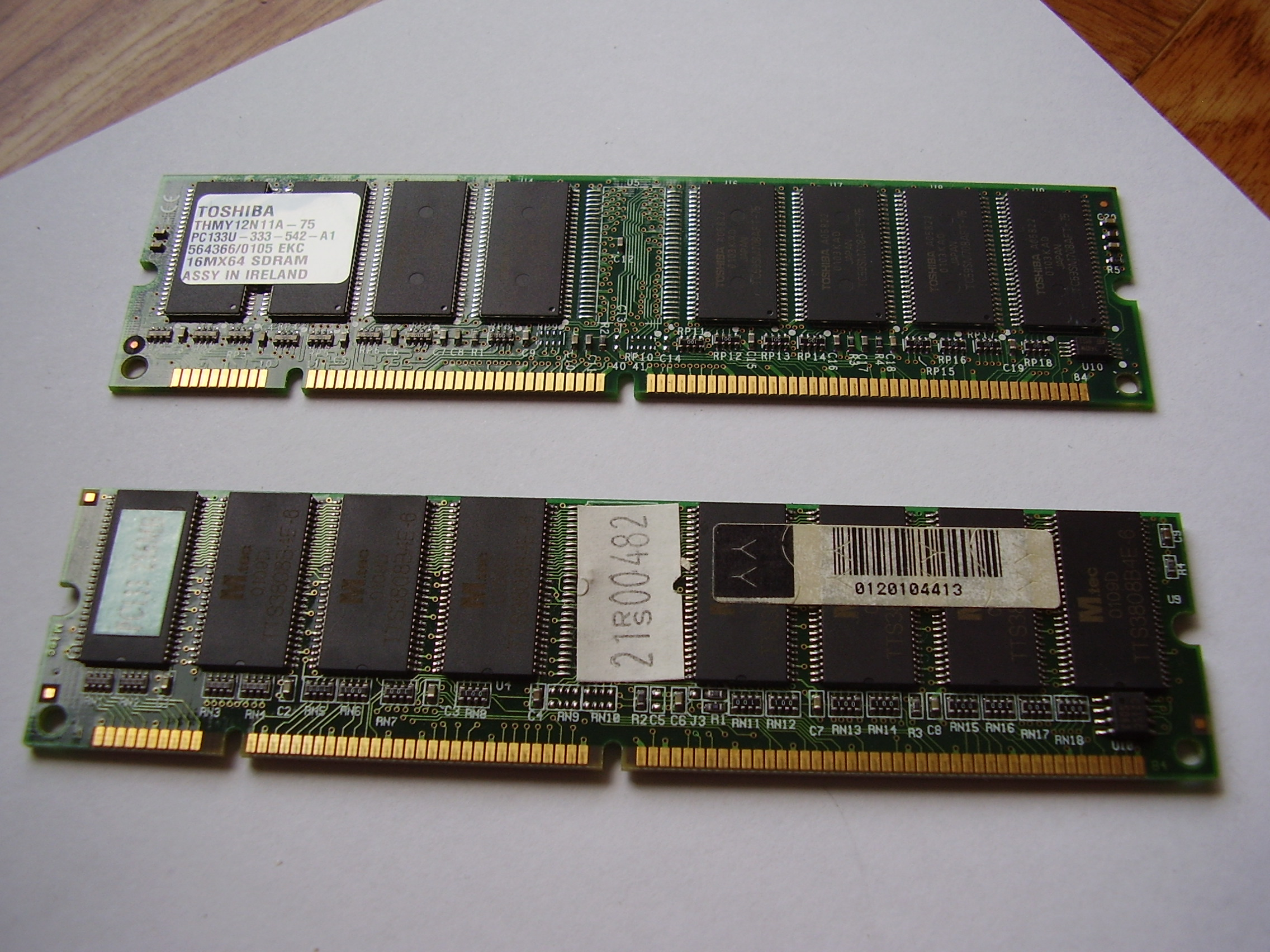
Mòduls de memòria SDRAM en format DIMM (dos mòduls DIMM SDR SDRAM PC133).

Els DIMM (sigla en anglès de dual in-line memory module, traduït com «mòdul de memòria en línia doble») són mòduls de  memòria RAM utilitzats en les  ordinadors personals. Es tracta d'un petit circuit imprès que conté  circuits integrats de  memòria, i es connecta directament en ranures de la placa base. Els mòduls DIMM són reconeixibles externament per posseir els seus contactes (o pines) separats en ambdós costats, a diferència dels SIMM, que posseeixen els contactes de manera que els d'un costat estan units amb els de l'altre.
Els mòduls DIMM van començar a reemplaçar als SIMM com a tipus predominant de memòria quan els microprocessador Intel Pentium van prendre domini del mercat.
Un DIMM pot comunicar-se amb la memòria cau a 64 bits (i alguns a 72 bits), a diferència dels 32 bits dels SIMM.
El fet que els mòduls en format DIMM siguin memòries de 64 bits explica per què no necessiten aparellament. Els mòduls DIMM posseeixen circuits de memòria en ambdós costats de la placa de circuit imprès, i posseeixen alhora, 84 contactes de cada costat, la qual cosa suma un total de 168 contactes. A més de ser de majors dimensions que els mòduls SIMM (130x25  mm), aquests mòduls tenen una segona osca que evita confusions.
Cal observar que els connectors DIMM han estat millorats per facilitar la seva inserció, gràcies a les palanques situades a banda i banda de cada connector.
També hi ha mòduls més petits, coneguts com a SO DIMM ("DIMM de contorn petit"), dissenyats per ordinadors portàtils. Els mòduls SO DIMM només compten amb 144 contactes en el cas de les memòries de 64 bits, i amb 77 contactes en el cas de les memòries de 32 bits.

## Correcció d'errors
Els ECC DIMM són aquells que tenen un nombre més gran de bits de dades, els quals són usats pels controladors del sistema de memòria per detectar i corregir errors. Hi ha multitud d'esquemes ECC, però potser el més comú és el corrector d'errors individuals-Detector d'errors dobles (SECDED) que usa un octet extra per cada paraula de 64 bits. Els mòduls ECC estan formats normalment per múltiples de 9 xips i no de 8 com és el més usual.

## Organització
La majoria de mòduls DIMM es construeixen usant "x4" (de 4) els xips de memòria o "x8" (de 8) amb 9 xips de memòria de xips per costat. "X4" o "x8" es refereixen a l'amplària de dades dels xips DRAM a bits.
En el cas dels «DIMM x4», l'amplada de dades per costat és de 36 bits, per tant, el controlador de memòria (que requereix 72 bits) per fer front a les necessitats d'ambdues parts al mateix temps per llegir i escriure les dades que necessita. En aquest cas, el mòdul de doble cara és únic a la classificació.
Per als «DIMM x8», cada costat és de 72 bits d'ample, de manera que el controlador de memòria només es refereix a un costat alhora (el mòdul de dues cares és de doble classificació).

## Files dels mòduls
Les files no poden ser accedides simultàniament com si compartissin el mateix camí de dades. El disseny físic dels xips
[DRAM] en un mòdul DIMM no fa referència necessàriament al nombre de files.
Les DIMM freqüentment són referenciades com d'"un costat" o de "doble costat", referint-se a la ubicació dels xips de memòria que estan en un o en ambdós costats del xip DIMM. Aquests termes poden causar confusió, ja que no es refereixen necessàriament a com estan organitzats lògicament els xips DIMM o quines formes hi ha d'accedir-hi.
Per exemple, en un xip DIMM d'una fila que té 64 bits de dades d'entrada/sortida, només hi ha conjunt de xips [DRAM] que s'activen per llegir o rebre una escriptura en els 64 bits. En la majoria de sistemes electrònics, els controladors de memòria són dissenyats per accedir a tot el bus de dades del mòdul de memòria.
En un xip DIMM de 64 bits fet amb dues files, ha d'haver dos conjunts de xips DRAM que puguin ser accedits en temps diferents. Només una de les files es pot accedir en un instant de temps des que els bits de dades dels DRAM són enllaçats per dues càrregues al DIMM.
Les files són accedides mitjançant senyals «Chip Select» (CS). Per tant, per a un mòdul de dues files, les dues DRAM amb els bits de dades entrellaçats Es pot accedir mitjançant un senyal CS per DRAM.